# Гомбио (Ређо Емилија)
Гомбио је насеље у Италији у округу Ређо Емилија, региону Емилија-Ромања.
Према процени из 2011. у насељу је живело 36 становника. Насеље се налази на надморској висини од 572 м.